# James May
James Daniel May (n. 16 ianuarie 1963, Bristol, Anglia, Regatul Unit) este cunoscut în calitate de prezentator al emisiunii Top Gear, Grand Tour și a site-ului Drive Tribe împreună cu Richard Hammond și Jeremy Clarkson. De asemenea, are în fiecare săptămână un articol în secțiunea auto a The Daily Telegraph.
May își spune deseori "celălalt individ din Top Gear". Se știe că a ieșit ultimul în aproape toate concursurile organizate între prezentatorii Top Gear, lucru care pe lângă faptul că are un stil de condus mai lent i-a adus porecla de "Captain Slow" (Căpitanul Încet).

## Biografie
James May a urmat cursurile școlii "Oakwood Comprehensive School" (acum Colegiul Tehnic Oakwood) din Rotherham și a absolvit Universitatea Lancaster cu o diplomă în muzică. El are un frate și două surori.
La începutul anilor '90, May a lucrat ca editor pentru revista The Engineer și mai târziu pentru Autocar. A scris pentru mai multe publicații, printre care o secțiune numită England Made Me(Anglia m-a făcut) în revista CAR, a scris articole pentru revista Top Gear Magazine, și o secțiune săptămânală în The Daily Telegraph. A scris o carte cu titlul May on Motors (May despre motoare), o colecție de articole scrise pentru mai multe publicații.
Printre aparițiile sale trecute la TV se numără emisiunea Driven de pe Channel 4, prezentarea unei serii de 8 episoade pentru BBC numită Road Rage School (Școala nebuniei șoselelor), prezentarea unei emisiuni pentru Crăciun numită James May's Top Toys (Cele mai tari jucării ale lui James May) (pentru BBC 1), și prezentarea Salonului Londonez al bărcilor pentru ITV1. A apărut pentru prima dată la Top Gear în 1999, înainte ca emisiunea să fie anulată de BBC datorită audiențelor scăzute. A revenit în emisiune în a doua serie a prezentului format. Pe 29 ianuarie 2006 a prezentat Top of the Pops pe BBC2. În August 2006, s-a descoperit ca May scrie deseori articole pentru revista de umor automobilistic online Sniff Petrol. Arhivat în 28 noiembrie 2006, la Wayback Machine. A prezentat de asemenea un documentar despre rechini pentru Sky TV.
Deține mai multe mașini, printre care un Bentley T2, un Jaguar XJS, un Range Rover, un Mini Cooper (cumpărat de pe e-bay în urma sfatului primit de la colegul său Richard Hammond), un Fiat Panda, un Porsche 911, un Porsche Boxster S, și mai multe motociclete. Lui May îi plac foarte mult mașinile cu prestigiu, precum Rolls-Royce și Bentley, sau mai bine spus mașini simple.
May urmează cursuri de pilotaj pentru avioane ușoare la aeroportul White Waltham. Cu toate că nu are licența completă, a putut zbura cu un Cessna 182 într-un concurs organizat de Top Gear. Nu avea licența necesară pentru a zbura noaptea, iar astfel nu a putut termina cursa cu avionul.

## Concedierea de la revista Autocar
Într-un interviu cu Richard Allinson la BBC Radio 2 (6 ianuarie 2006), May a mărturisit că a fost concediat în 1992 de la Autocar după ce a conceput un mesaj ascuns într-o revistă. La sfârșitul anului, "Anuarul testelor auto" a fost publicat. Fiecare pagină conținea prezentarea a patru mașini, iar fiecare prezentare începea cu o literă mare roșie. Treaba lui May era să conceapă acest supliment, lucru care "a fost extrem de plictisitor și a durat mai multe luni". El a continuat spunând:
„Și așa mi-a venit ideea, că dacă reeditam începutul fiecărui test, puteam să fac aceste litere roșii să producă un mesaj atunci când ai ajuns la sfârșitul suplimentului - lucru care mi s-a părut grozav. Nu mai țin minte exact ce mesaj era, dar era ceva de genul "Poate credeți că ăsta e un lucru grozav de realizat, dar dacă ați fi în locul meu v-ați da seama că de fapt e o mare bătaie de cap". Mi-a luat vreo două luni să îl realizez, iar în ziua când ieșise deja uitasem ce am făcut pentru că este o perioadă între momentul când o concepi și momentul când apare pe piață. Când am ajuns la birou în dimineața aia, toată lumea se uita în jos și am fost chemat la director. Chestia ieșise, și nimeni de la birou nu și-a dat seama până atunci pentru că am făcut șmecheria să funcționeze pe mai multe pagini și nu găseai un cuvânt întreg. Dar toți cititorii o văzuseră și au trimis scrisori crezând că au câștigat o mașină.”